# Шандровецька сільська рада
Шандровецька сільська рада — колишній орган місцевого самоврядування у Турківському районі Львівської області. Адміністративний центр — село Шандровець.

## Загальні відомості
Шандровецька сільська рада утворена в 1994 році.

## Населені пункти
Сільській раді підпорядковані населені пункти:
- с. Шандровець

## Склад ради
Рада складається з 16 депутатів та голови.

### Керівний склад попередніх скликань
| ПІБ                       | Основні відомості                                                               | Дата обрання | Дата звільнення |
| ------------------------- | ------------------------------------------------------------------------------- | ------------ | --------------- |
| Попіль Дмитро Олексійович | Сільський голова, 1970 року народження, освіта середня спеціальна               | 26.03.2006   | 31.10.2010      |
| Попіль Дмитро Олексійович | Сільський голова, 1970 року народження, освіта середня спеціальна, безпартійний | 31.10.2010   |                 |

Примітка: таблиця складена за даними джерела